# Le Molay-Littry
Le Molay-Littry è un comune francese di 3 147 abitanti situato nel dipartimento del Calvados nella regione della Normandia. È il risultato della fusione dei due comuni di allora, Molay e Littry, il 23 gennaio 1969.

## Società

### Evoluzione demografica
Abitanti censiti